# Diocesi di Regie
La diocesi di Regie (in latino Dioecesis Regiensis) è una sede soppressa e sede titolare della Chiesa cattolica.

## Storia
Regie, identificabile con Arbal (comune di Tamzoura) nell'odierna Algeria, è un'antica sede episcopale della provincia romana della Mauritania Cesariense.
Unico vescovo conosciuto di questa diocesi africana è Vittore, il cui nome appare al 51º posto nella lista dei vescovi della Mauritania Cesariense convocati a Cartagine dal re vandalo Unerico nel 484; Vittore, come tutti gli altri vescovi cattolici africani, fu condannato all'esilio.
Gli scavi archeologici hanno portato alla luce i resti di una basilica cristiana a tre navate, e numerosi epitaffi cristiani, databili tra IV e VI secolo; il più antico risale all'anno 345.
Dal 1933 Regie è annoverata tra le sedi vescovili titolari della Chiesa cattolica; dal 12 gennaio 2025 l'arcivescovo, titolo personale, titolare è Carlo Maria Polvani, segretario del Dicastero per la cultura e l'educazione.

## Cronotassi

### Vescovi residenti
- Vittore † (menzionato nel 484)

### Vescovi titolari
- Marcel Daubechies, M.Afr. † (3 febbraio 1950 - 25 aprile 1959 nominato vescovo di Kasama)
- Thomas Joseph Riley † (31 ottobre 1959 - 17 agosto 1977 deceduto)
- Luis María Estrada Paetau, O.P. † (27 ottobre 1977 - 25 marzo 2011 deceduto)
- Donald Joseph Hying (26 maggio 2011 - 24 novembre 2014 nominato vescovo di Gary)
- Janusz Danecki, O.F.M.Conv. † (25 febbraio 2015 - 30 agosto 2024 deceduto)
- Carlo Maria Polvani, dal 12 gennaio 2025